# Acetonida

Estrutura geral de uma 1,2-acetonida. O diol é mostrado em azul, a parte acetona em vermelho.

Em química orgânica, uma acetonida é o grupo funcional composto do cetal cíclico de um diol com acetona. O nome mais sistemático dessa estrutura é um cetal isopropilideno. É o grupo protetor mais comum para 1,2- e 1,3-dióis. O grupo de proteção pode ser removido por hidrólise do cetal usando ácido aquoso diluído.

## Exemplos
Acetonidas corticosteróides são usadas farmaceuticamente especialmente em dermatologia, porque sua crescente lipofilicidade propicia uma melhor penetração na pele.
- Fluclorolona acetonida
- Fluocinolona acetonida
- Triamcinolona acetonida

Um exemplo de seu uso como grupo de proteção em uma síntese orgânica complexa é a síntese total do Taxol de Nicolaou. É um grupo protetor comum para açúcares e açúcares álcoois, sendo um exemplo simples o solketal (isopropilidenglicerina).